# 스웨덴의 통일

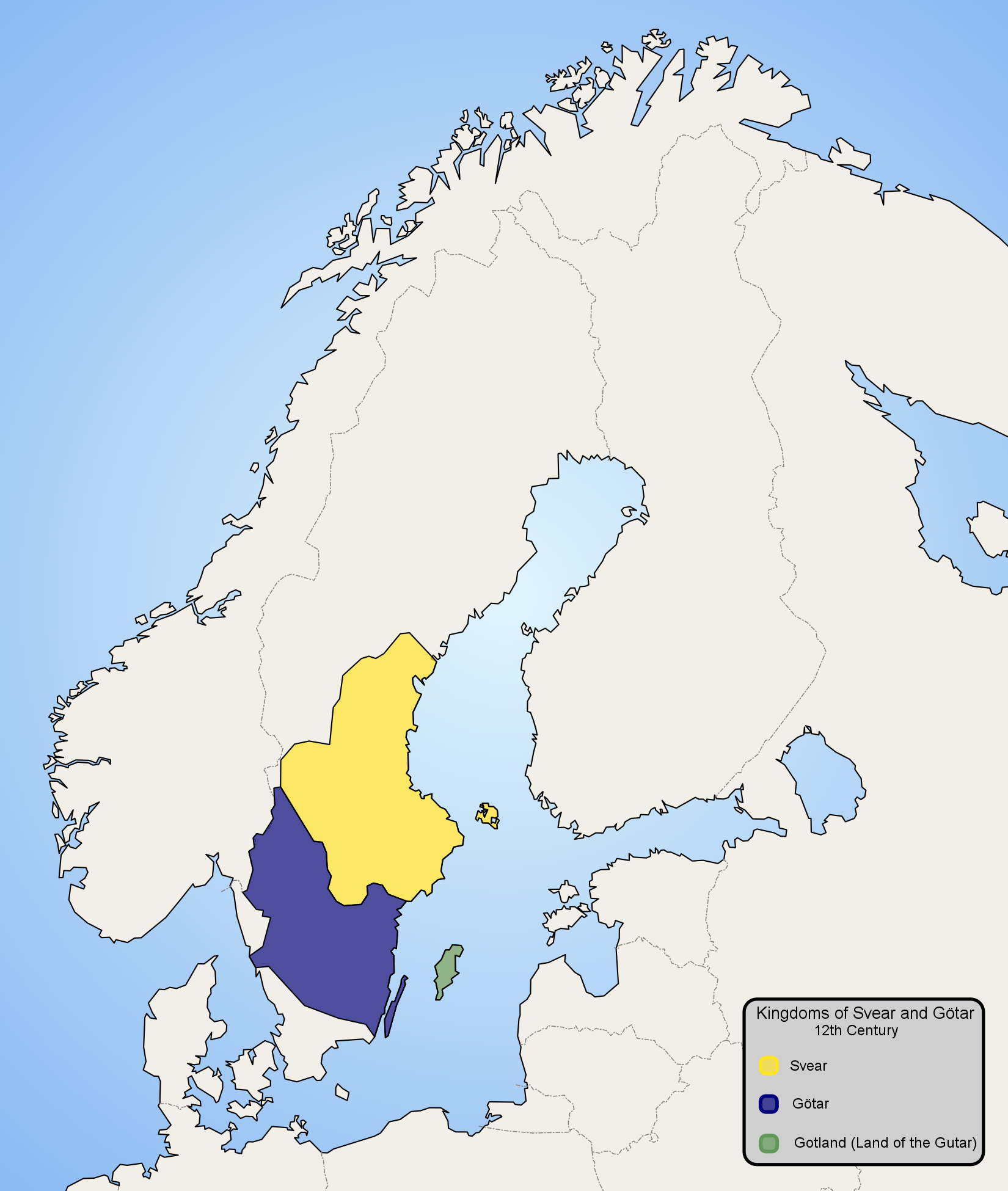
12세기 스웨덴의 강역. 파란색과 노란색은 각각 기트인과 스비아인의 영역을 표시한 것이다. 이 두 민족이 하나로 동화된 것을 스웨덴의 통일로 본다.

스웨덴의 통일(consolidation of Sweden)이란 오늘날의 스웨덴 지역의 부족사회가 국왕의 권력 하에 규합되면서 스웨덴 왕국이 성립된 과정이다. 다만 그 정확한 시기는 알 수 없다. 그리고 초기 스웨덴의 국체를 무엇으로 정의해야 하는지도 학자마다 의견이 다르다.
이웃나라이며 민족계통이 같은 덴마크, 노르웨이와 달리, 스웨덴은 언제 통일이 되었는지 믿을 만한 문헌근거가 없고, 초기 역사가 노르드 신화와 섞여 있다.

## 고문헌 논거
스웨덴이라는 나라의 국명 스웨덴어: Sverige 스베리예[*]의 의미가 "스비아인의 땅"인 바, 몇몇  역사학자들은 스비아인들이 자기들이 사는 지역에 대한 통제를 확고히 한 시점을 스웨덴의 통일 시기로 본다.
이 관점에 대한 최초의 전거는 로마 사람 타키투스의 『게르만족의 기원과 현황』 제44-45절에서 찾을 수 있다. 이에 따르면 스웨덴은 기원후 2세기부터 왕국으로서 존재한 것이다.
하지만 20세기 들어 역사연구에 있어 역사적 방법론의 엄격함이 요구되면서, 쿠르트・라우리츠 바이불 형제를 비롯한 역사학자들에 의해 이 주장은 폐기되었다. 현대의 역사학자들은 믿을 만한 고문헌(동시대 프랑크인 작가들이 스웨덴에 관해 저술한 것들)과 타키투스 사이에 거의 천 년의 간극이 존재함을 지적한다. 타키투스를 긍정하는 비르게르 네르만의 연구(1925년) 같은 것들은 스웨덴이 유럽 국가들 중 상류에 속한다는 국민주의적 주장을 하기 위한 것이었다. 주류 학계에서는 이와 달리 사료의 가치를 비판적 또는 회의적으로 접근한다. 그 사료나 야사를 뒷받침하는 직접 추적가능한 물증, 주요 사건, 정치사회적 환경, 고고학적 유물, 화폐 등이 전무할 때는 더더욱 그러하다.

## 기트-스비아 논거
현재의 통설은 스비아인과 기트인이 한 명의 왕 아래 다스려지기 시작할 때 스웨덴이 형성되었다는 것이다. 스비아인과 기트인은 앵글로색슨어 시 『베오울프』(11세기), 『위드시스』(8세기)에 언급된다. 두 시에서 모두 스비아인의 왕은 옹겐세오우(노르드어로 "앙간튀르")이며, 기트인의 왕은 다른 사람들이다. 오늘날의 스웨덴 국토에 살았던 민족들의 이름은 지금은 전해지지 않는 이야기들과 함께 북해를 건너 잉글랜드에서 채록되었을 것이다. 기록상에 나타나는, 두 민족을 모두 다스린 최초의 군주는 기원후 1000년경의 올로프 솃코눙이다.
늦어도 13세기 중반, 또는 그보다 일찍 스웨덴 국왕들은 예탈란드(기트인의 땅)와 스베알란드(스비아인의 땅)를 하나의 왕국의 일부로서 동등하게 중요한 것으로 보기 시작했다.

## 장기간 논거
또는 통일이 한 명의 왕 치세에 불연속적으로 이루어진 것이 아니라, 점진적 과정으로 이루어진 것이라는 의견도 있다. 19세기 학자들은 노르드어 사가문학에 나타나는 일련의 전쟁들의 결과 스웨덴이 통일된 것이라고 보았다. 예컨대 『노르웨이의 역사』나 『헤임스크링글라』에 보면 7세기 스비아인의 왕 잉걀드가 종속왕 여러 명을 전각에 가두고 불을 질러 죽임으로써 난립하는 소왕국들을 없앴다는 기록이 있다.
스웨덴의 초기사를 정의하는 문제에 있어, 현대 스웨덴의 일단의 역사학자들은 중세의 "국가(state)"란 기독교와 그 성직제도를 보장할 때만 존재할 수 있었음을 주장한다. 기독교와 국가 형성 사이의 관계는 다른 나라들에서는 비교적 쉽게 찾을 수 있다. 잉글랜드나 하랄드 블라톤의 덴마크가 그러하다. 이 정의는 잉글랜드나 독일에서 국가됨(statehood)에 필요한 행정조직능력을 제공할 수 있었던 것이 성직자들이었음에 기인한다. 그래서 국가의 규합에 있어 기독교로의 이념적 변화는 중요한 요건이다. 철기시대 게르만족의 코눙그(왕)들은 백성들의 선출적 지지를 요구했다. 하지만 기독교 세계의 왕은 교회로부터 대관을 받아 신으로부터 주어진 통치권을 주장할 수 있었다. 이 논거에 따르면 스웨덴의 통일작업은 에리크 크누트손이 교회에 대관을 받은 1210년, 또는 마지막 분리주의 세력이 스파르세트라 전투에서 분쇄된 1247년으로 볼 수 있다. 다만 이 논거는 순환논법이라는 문제점을 가지고 있다. 우리는 기독교 개종 이전의 왕권에 대하여 아는 것이 거의 없다. 기독교 이념에서의 왕권 개념에 관해서는 조금 더 알고 있다. 그리고 기독교로 개종한 왕국은 당연히 비기독교를 믿었던 과거와 단절을 시도했을 것이다. 이것만으로는 기독교 이전 시대에는 종교적으로 규정된 통치자의 권위가 없었으리라 결론지을 수 없다. 그리고 중세 초기에 스웨덴 중부(외스테르예틀란드)에 거했던 왕이 13세기에 스웨덴이라고 불리게 되는 지역 전체의 왕으로 인정받았게 되었다고 확증할 만한 증거도 없다. 스웨덴 서부지역에 소왕국들이 존재했으나 그저 그 이름이 전해지지 않을 뿐일 수도 있기 때문이다.
그렇게 중세 초기에 스웨덴이라는 국가가 통일되기는 했으나, 중세의 왕권이란 종종 도전을 받았고 때로는 전혀 행사되지 못한 것이었다. 중앙집권이 완료되고 왕권이 드높아진 것은 구스타프 1세 바사(1523년–1560년) 때부터이며, 구스타프 1세의 치세가 되면 그때는 이미 근세 시대라고 봐야 한다. 그리고 스웨덴의 자연국경(발트해, 북해, 스칸디나비아산맥)이 확립된 것은 17세기 로스킬데 조약(1658년) 때였다. 그러나 이 당시에는 "자연국경"이라거나, 심지어 영토의 연속성이라는 개념조차 국가에 있어 필수적인 것이 아니었다(근세 스웨덴 국왕들은 베스트팔렌 조약 때 독일에 영토들을 얻어 신성로마제국 제후로서 월경지를 보유했다.). 오늘날의 스웨덴 국경은 핀란드 전쟁의 결과 핀란드를 러시아 제국에 할양한 1809년에야 확정된 것이다. 핀란드의 상실은 당대 스웨덴인들에게 국가적 재난으로 여겨졌으며, 그로 인해 스웨덴인이라는 국민개념의 재정의를 야기했다. 그리고 몇 년 뒤 독일의 월경지들까지 상실하면서 비로소 현재의 스웨덴 영토가 확정되고 그 뒤로는 이웃나라들과 전쟁하지 않게 된 것이다.